# Лаголайлам
Лаголайлам — горная вершина в Цумадинском районе Дагестана.
Высота над уровнем моря составляет 2737 метра.
Находится неподалёку от населённых пунктов: Гигатль, Гадари и Годобери.
Название горы имеет чеченский корень, «Лам» с чеченского означает гора.